# Tricia Helfer
 (mai 2021).
Si vous disposez d'ouvrages ou d'articles de référence ou si vous connaissez des sites web de qualité traitant du thème abordé ici, merci de compléter l'article en donnant les références utiles à sa vérifiabilité et en les liant à la section « Notes et références ».
Tricia Helfer, née le 11 avril 1974 à Donalda, Alberta (Canada), est un mannequin et une actrice canado-américaine.
Elle est essentiellement connue pour ses rôles de Charlotte Richards dans la série Lucifer, Numéro Six dans la série télévisée Battlestar Galactica et de l'avocate d'affaires Alex Clark dans la série The Firm, dérivée du film du même nom.

## Enfance
Elle a grandi dans une famille d'agriculteurs, ses parents se prénomment Dennis et Elaine Helfer, elle a également une sœur, Tammy. À l'âge de 17 ans, elle est remarquée par Kelly Streit, recruteur pour une agence de mannequins, alors qu'elle faisait la queue devant un cinéma de sa ville.

## Carrière

### Mannequin
En 1992, elle remporte le concours du « super-mannequin mondial » organisé par l'agence Ford puis est engagée par l'agence Elite. Elle est apparue dans différentes campagnes publicitaires pour Ralph Lauren, Chanel, et Giorgio Armani. Tricia Helfer a défilé pour différents grands couturiers comme Carolina Herrera, Christian Dior, Claude Montana, Givenchy, John Galliano, Ralph Lauren et Dolce & Gabbana. Elle a également fait les couvertures des magazines Playboy, Flare, Amica, Elle, Cosmopolitan, Marie Claire, Vogue et bien d'autres.

### Actrice
Tout en continuant son travail de mannequin, Helfer était également correspondante pour « Ooh La La », la chaîne de mode canadienne avant de déménager à New York pour prendre des cours de comédie. Elle déménage une nouvelle fois à Los Angeles pour pouvoir être actrice à plein temps. Helfer apparaît dans des courts-métrages comme Eventual Wife en 2000 puis dans différentes séries télévisées en tant que Sarah dans Jeremiah dans laquelle elle joue un modèle, en tant que Ashleigh James, dans l'épisode Sœurs ennemies de la série Les Experts, un mannequin qui se suicide du fait des exigences de son métier. En 2003, Helfer a joué Eva dans un film indépendant White Rush. Son rôle le plus connu, à ce jour, reste celui de Numéro Six, l'agent cylon de la série télévisée Battlestar Galactica de Sci Fi Channel, inspirée de la série des années 1970 Galactica.
Début 2004, on lui offre le rôle de Farrah Fawcett dans un téléfilm de la NBC : Derrière la caméra : L'histoire non officielle des Drôles de dames. Elle apparaît régulièrement dans le magazine Maxim et elle a été choisie pour apparaître sur leur calendrier 2005. Elle continue de jouer dans Battlestar Galactica.

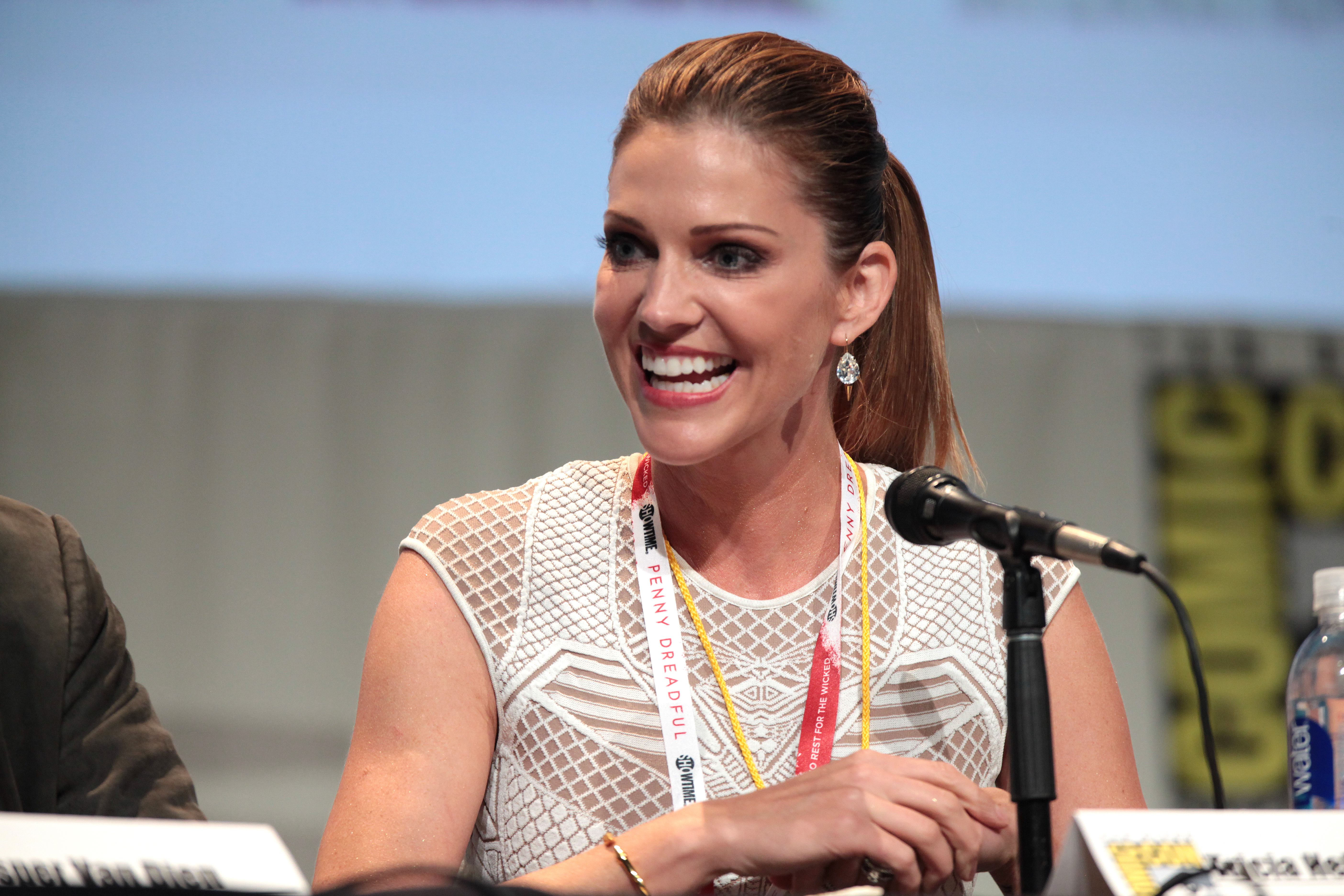
L'actrice au Comic-Con de San Diego en 2015.

En 2017, elle rejoint le Cast récurrent de la série télévisée Lucifer, produite par la Fox de 2017 à 2019 en tant que « Charlotte Richards/ déesse de la création. » 
Elle joue le rôle de Kilian Qatar dans les cinématiques de la campagne du Nod dans le jeu vidéo Command and Conquer 3 : Les Guerres du Tiberium.
Tricia Helfer a été mariée à l'avocat Jonathan Marshall de 2005 à 2018.
Il a été annoncé à la BlizzCon 2009 qu'Helfer doublera Sarah Kerrigan dans StarCraft II
Elle double également l'intelligence artificielle (IDA en français, EDI en version originale) du vaisseau « Normandy » dans les jeux de BioWare Mass Effect 2 et Mass Effect 3.
Elle est apparue dans un épisode de la série Suits; Avocat sur mesure.

## Filmographie

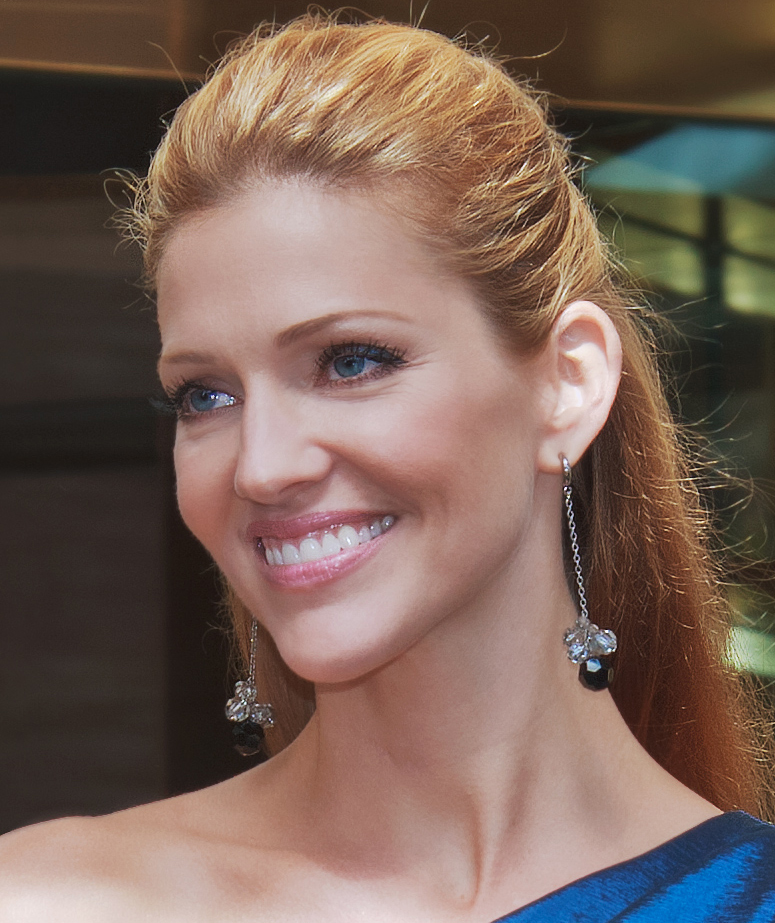
Tricia Helfer au festival international du film de Toronto 2010.

### Cinéma
- 2000 : Eventual Wife : Inga (film court 16 min)
- 2003 : White Rush : Eva
- 2006 : Memory : Stephanie Jacobs
- 2006 : The Genius Club (en) : Ally Simon
- 2007 : Spiral : Sasha
- 2007 : Walk All Over Me : Celene
- 2008 : Inseparable : Rae Wicks
- 2009 : Green Lantern : Le Complot : Boodikka (voix)
- 2009 : Open House : Lila
- 2010 : A Beginner's Guide to Endings (en) : Miranda
- 2011 : Bloodwork : Dr. Wilcox
- 2011 : PostHuman : Kali (voix)
- 2012 : The Forger : Sasha
- 2014 : 37 : Christina
- 2014 : Authors Anonymous (en) : Sigrid Hagenguth
- 2015 : Isolation : Lydia Masterson
- 2019 : Scandale (Bombshell) de Jay Roach : Alisyn Camerota

### Télévision

#### Séries télévisées
- 2002 : Jeremiah : Sarah (double épisode Le Long Chemin)
- 2002 : Les Experts : Ashleigh James (épisode Sœurs ennemies)
- 2003 : Battlestar Galactica : Numéro Six (mini-série)
- 2004-2009 : Battlestar Galactica : Numéro Six
- 2006 : The Collector : Janis Eisner (Episode: "The V.J.")
- 2007 : Them : Naomi Tyler Moore (pilot)
- 2007 : Supernatural : Molly McNamara (saison 2, épisode 16 "Roadkill")
- 2008 : Burn Notice : Carla Baxter (saison 2)
- 2009 : Chuck : Alex Forest (saison 2, épisode 18)
- 2009 : Warehouse 13 : Agent spécial Bonnie Belski (saison 1, épisode 2)
- 2009 : Mon oncle Charlie : Gail (saison 7, épisodes 8 et 18)
- 2010 : Human Target : La Cible : Stéphanie (saison 1, épisode 1)
- 2010 : Lie to Me : Naomi Russel (saison 3, épisode 4)
- 2011 : Super Hero Family : Sophie (saison 1, épisode 17)
- 2012 : Esprits criminels : La Reine de Carreau / Izzy Rogers (saison 7, double épisode 23-24)
- 2012 : The Firm : Alex Clark (saison 1)
- 2013 : Community : Lauren (saison 4, épisode 3)
- 2014 : Killer Women : Molly Parker (saison 1)
- 2014 : Ascension : Viondra Denninger
- 2014 : Flynn Carson et les Nouveaux Aventuriers : Ms. Willis (saison 1, épisode 3)
- 2015 : Suits : Avocats sur mesure : Evan Smith (saison 4, épisode 14)
- 2015 : Falling Skies : La voix de la reine Espheni (saison 5, épisode 10 )
- 2015 : Powers : Angela Lange (saison 2)
- 2016-2018 et 2020: Lucifer : Charlotte Richards (saisons 2 et 3) / la mère de Lucifer (saison 2) / Shirley Monroe (saison 5 épisode 4)
- 2018 : S.W.A.T. : Ellen Trask (saison 2 épisode 14 )
- 2019 : Creepshow : Lydia Layne (saison 1 épisode 4 : "Lydia Layne’s Better Half")
- 2019 : Van Helsing (série télévisée) : Dracula
- 2021 : Big Shot :  Lillian Gruzinky : mère de Louise et Lucas
- 2021 : The Rookie : Le Flic de Los Angeles (série télévisée) : Claire Ivey (saison 4 épisode 2)

#### Téléfilms
- 2004 : Behind the Camera: The Unauthorized Story of Charlie's Angels : Farrah Fawcett
- 2007 : Battlestar Galactica: Razor : Numéro Six
- 2007 : The Green Chain : Leila Cole
- 2009 : Battlestar Galactica: The Plan : Numéro Six
- 2009 : Indices cachés (Hidden Crimes): Julia Carver
- 2011 : L'Esprit de Noël (Mistletoe Over Manhattan) : Lucy Martel
- 2012 : Battlestar Galactica Blood and Chrome : Numéro Six
- 2013 : Une nouvelle vie pour Noël (Finding Christmas) : Ryan Harrison
- 2013 : Intuition maternelle (Dangerous Intuition) : Kate Aldrich
- 2016 : Opération Noël (Operation Christmas) : Olivia Young Roberts
- 2017 : Romance sous les tropiques : Kate Mitchell
- 2019 : Une nouvelle vie pour Noël : Ryan Harrison
- 2020 : Une histoire d’amour pour Noël : Sarah

#### Autres
- 2006 : Canada's Next Top Model (en) : Elle-même/Juge (saison 1)

### Jeux vidéo
- 2007 : Command and Conquer 3 : Les Guerres du Tiberium : Général Kilian Qatar
- 2009 : Halo 3: ODST : Capitaine Veronica Dare
- 2010 : StarCraft II: Wings of Liberty: Sarah Kerrigan
- 2010 : Mass Effect 2: IDA
- 2012 : Mass Effect 3: IDA
- 2013 : StarCraft II: Heart of the Swarm: Sarah Kerrigan
- 2013 : Marvel Heroes : Black Cat
- 2015 : Mortal Kombat X : Sonya Blade
- 2015 : StarCraft II: Legacy of the Void: Sarah Kerrigan

## Distinctions

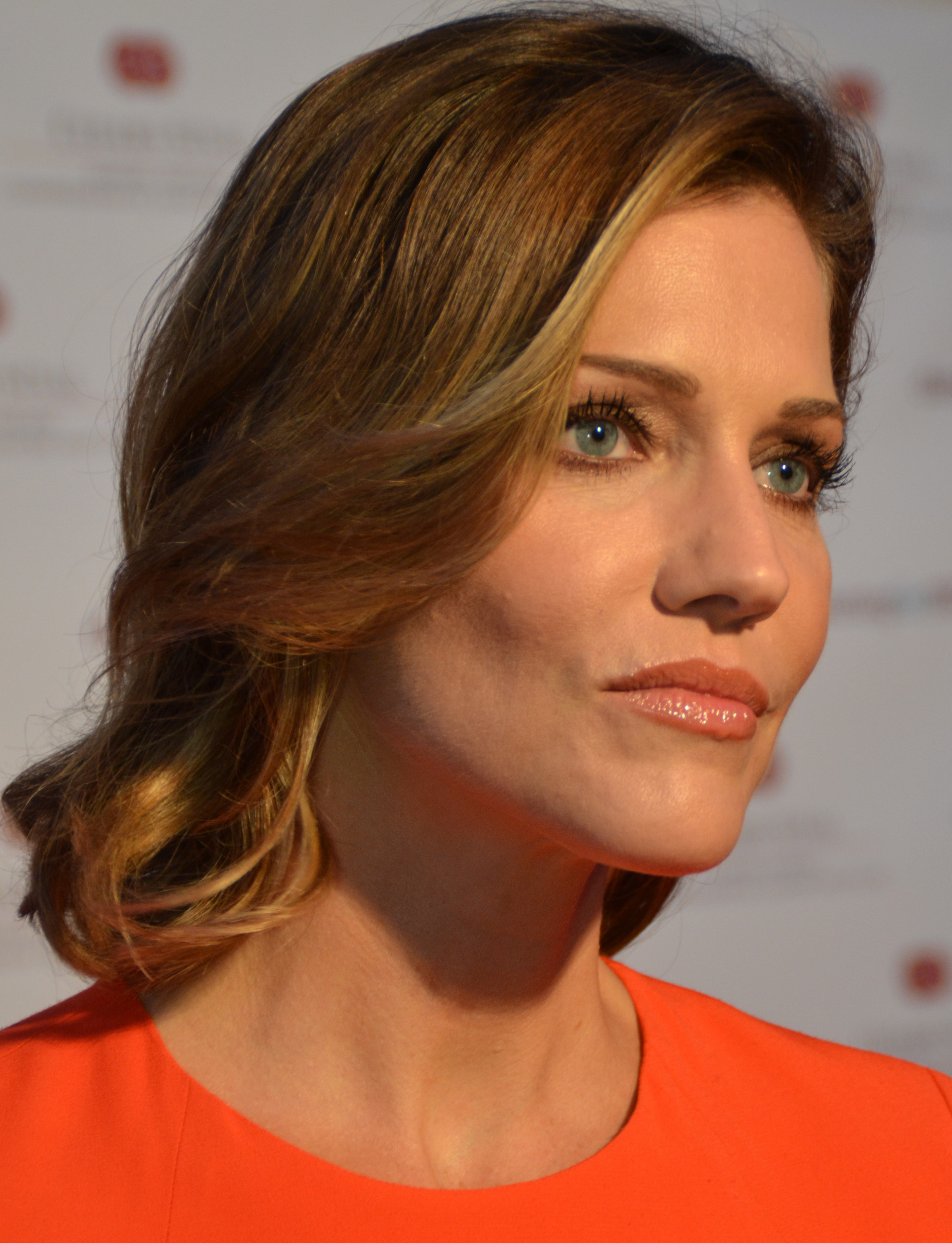
L'actrice en 2014.

### Récompenses
- 2006 : Leo Awards de la meilleure performance pour une actrice dans un rôle principal dans une série télévisée dramatique pour Battlestar Galactica
- Barcelona International Film Festival 2021 : Lauréat du Grand Prix du Jury de la meilleure réalisatrice pour Crazy Cat Lady partagée avec Garrett Clancy, Amanda Marie Harrison, Jeff Werner et Sarah Brockhoff.
- Madrid Art Film Festival 2022 : Lauréat du Prix Judges de la meilleure réalisatrice pour Crazy Cat Lady
- INDO-GLOBAL International Film Festival 2022 : Lauréat du Prix du Festival du meilleur documentaire pour Crazy Cat Lady

### Nominations
- 2006 : NewNowNext Awards de l'actrice la plus hot dans une série télévisée dramatique pour Battlestar Galactica
- 2006 : Scream Awards de la meilleure actrice dans une série télévisée dramatique pour Battlestar Galactica
- 2008 : Scream Awards de la meilleure révélation féminine dans une série télévisée dramatique pour Battlestar Galactica
- 2016 : BTVA Video Game Voice Acting Award de la meilleure performance vocale féminine dans un second rôle dans un jeu vidéo pour StarCraft II: Legacy of the Void
- 2016 : BTVA Video Game Voice Acting Award de la meilleure performance vocale pour l'ensemble de la distribution dans un jeu vidéo pour StarCraft 2: Legacy of the Void

## Voix francophones
En France, Laura Préjean est la voix française la plus régulière de Tricia Helfer.
En France
| - Laura Préjean dans : - Battlestar Galactica (mini-série) - Battlestar Galactica (série télévisée) - Les Anges de Charlie : La Véritable Histoire des drôles de dames (téléfilm) - Supernatural (série télévisée) - Battlestar Galactica: Razor (téléfilm) - Burn Notice (série télévisée) - Battlestar Galactica: The Plan (téléfilm) - Indices cachés - Dark Blue : Unité infiltrée (série télévisée) - Super Hero Family (série télévisée) - Esprits criminels (série télévisée) - L'Esprit de Noël (téléfilm) - Ascension (mini-série) - Flynn Carson et les Nouveaux Aventuriers (série télévisée) - Lucifer (série télévisée) - The Rookie : Le Flic de Los Angeles (série télévisée) - Laura Blanc, (dans les séries télévisées) : - Warehouse 13 - Lie to Me | - Stéphanie Lafforgue dans : - Opération Noël - Romance sous les tropiques - Barbara Beretta dans : - Chuck (série télévisée) - Green Lantern : Le Complot (voix) et aussi - Chantal Baroin dans Mon oncle Charlie, (série télévisée) - Françoise Cadol dans Human Target : La Cible, (série télévisée) - Marie Zidi dans Mortal Kombat X (jeu vidéo, voix) |